# Jacques-Nicolas Bellin

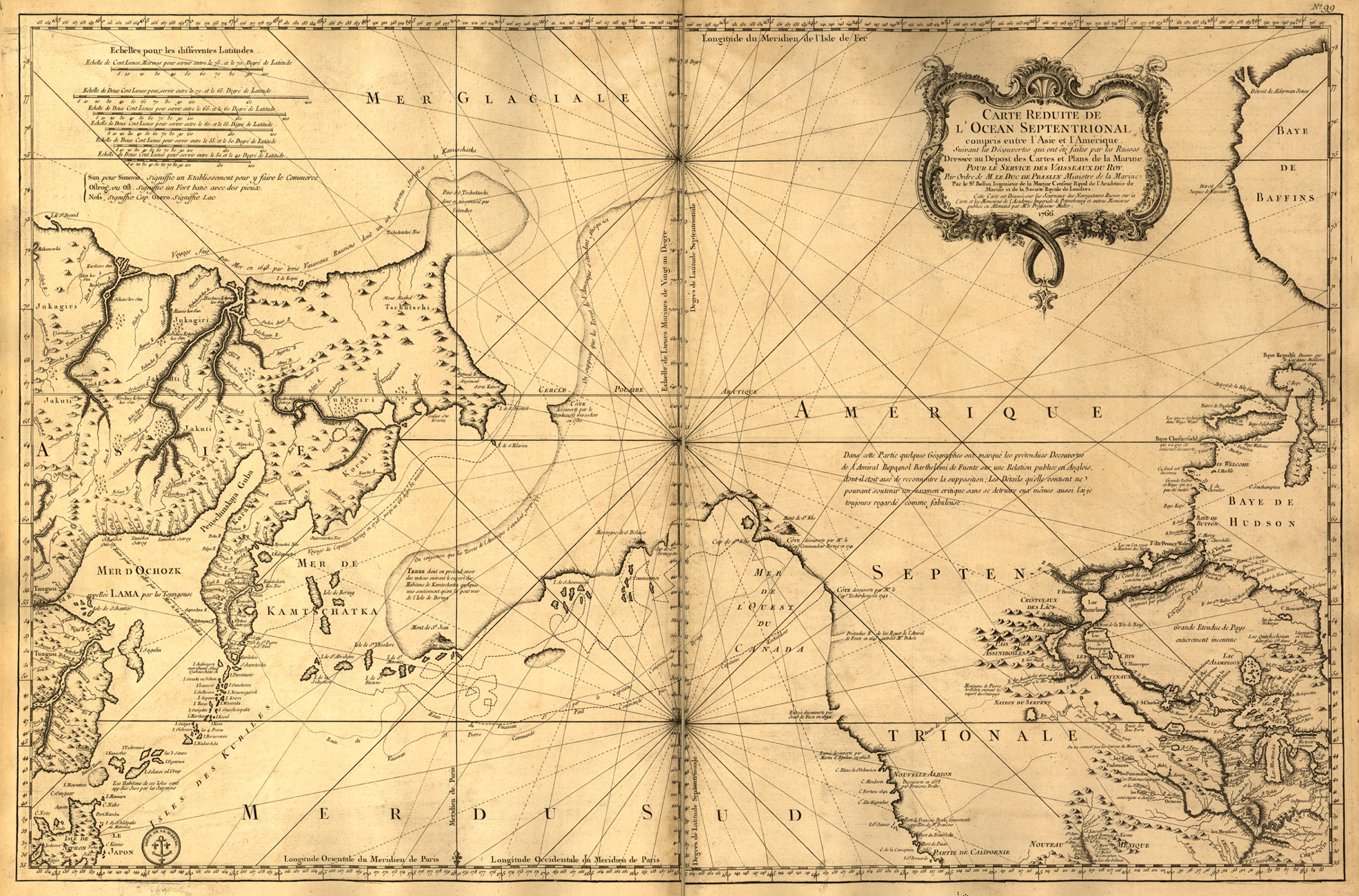
Carte réduite de l'océan septentrional …, från Bellins Atlas L'hydrographie françoise, Paris 1766.

Jacques-Nicolas Bellin, född 1703 i Paris, död 21 mars 1772 i Versailles, var en fransk kartograf och hydrograf.
Bellin trädde i tjänst i franska flottan 1721. Han utsågs 1741 till ingenieur de la Marine. Under sina drygt 50 år i tjänst sammanställde han en stor mängd geografisk och hydrografisk information. Själv ägnade han sig inte åt fältarbete utan han förlitade sig på information insamlad från flottans navigatörer och officerare.
Trots att Bellins kartmaterial är behäftat med åtskilliga fel fick hans verk ändå stor spridning i Europa. Han invaldes 1753 som ledamot av Royal Society.